# Sèrie 1-15 de FGV

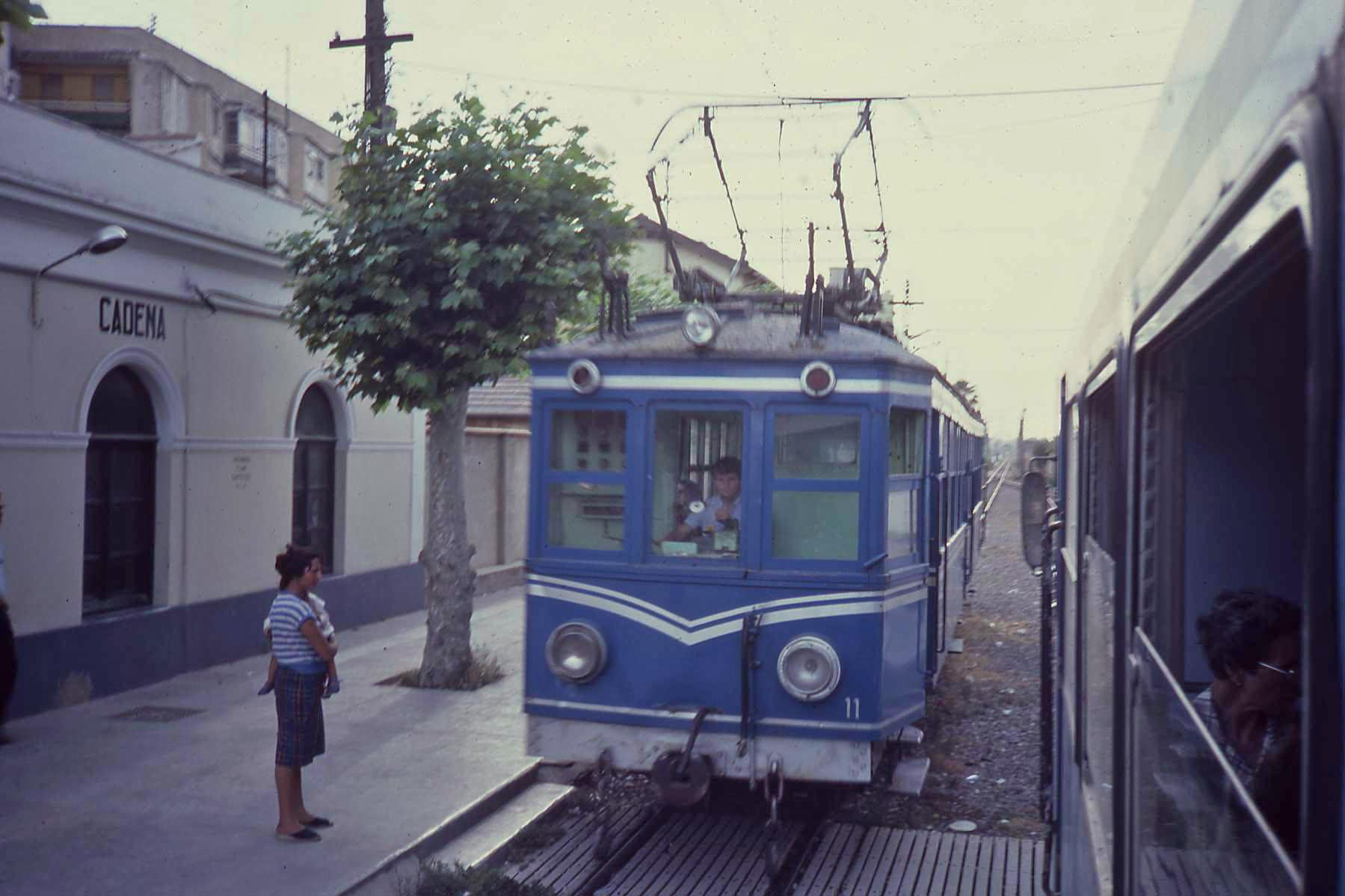
Sèrie 1-15 a l'estació de la Cadena (1987)

La sèrie 1-15 de FGV, coneguda també com a bugies, fou una sèrie d'automotors elèctrics construïts entre els anys 1917 i 1930 per diverses companyies constructores. La sèrie 1-15 va ser operada per la Companyia de Tramvies i Ferrocarrils de València (CTFV), pels Ferrocarrils Espanyols de Via Estreta (FEVE) i finalment per Ferrocarrils de la Generalitat Valenciana (FGV), qui els retiraria del servei cap a finals de la dècada de 1980.

## Història
Les primeres unitats de la sèrie 1-15 es varen fabricar als tallers de Carde y Escoriaza (avui propietat de CAF) a Saragossa per encàrrec de la Companyia de Tramvies i Ferrocarrils de València (CTFV) l'any 1917, entrant en servei el mateix any. Inicialment, els cotxes estaven fets en fusta, però al llarg de les seues vides útils se'ls va canviar a una carrosseria metàl·lica, generalment a partir de la dècada de 1950. Degut a la fallida de la CTFV l'any 1964, els recentment creats Ferrocarrils Espanyols de Via Estreta (FEVE), es van haver de fer càrrec de les línies de la CTFV; van canviar la pintura exterior de la sèrie 1-15 al blau amb ratlles blanques característic de la FEVE i emprengué diverses millores mecàniques en la sèrie. Quan el 1987 els Ferrocarrils de la Generalitat Valenciana (FGV) es va fer càrrec de les línies del trenet de València, va utilitzar les darreres unitats de la sèrie 1-15, tot i que les retirà i desballestà la majoria durant el mateix 1987 i 1988. Actualment, FGV conserva a les seues instal·lacions de Torrent dues unitats (la 1 i 4) de la sèrie a l'espera de ser restaurades.

### Unitats
Heus ací una relació completa de les unitats de la sèrie:
| Vehicle | Any construcció | Fabricant         | Any inici | Any baixa | Destí final                   |
| ------- | --------------- | ----------------- | --------- | --------- | ----------------------------- |
| 1       | 1917            | Carde y Escoriaza | 1917      | 1988      | Conservat per FGV a Torrent.  |
| 2       | 1917            | Carde y Escoriaza | 1917      | ~1950     | Desballestat per accident.    |
| 3       | 1923            | Carde y Escoriaza | 1923      | 1937      | Destruït per colissió.        |
| 4       | 1924            | Carde y Escoriaza | 1924      | n/a       | Conservada per FGV a Torrent. |
| 5       | 1924            | Carde y Escoriaza | 1924      | n/a       | Desballestat.                 |
| 6       | 1924            | Carde y Escoriaza | 1924      | 1982      | Desballestat.                 |
| 7       | 1924            | Carde y Escoriaza | 1924      | n/a       | Desballestat.                 |
| 8       | 1928            | Carde y Escoriaza | 1928      | 1982      | Desballestat.                 |
| 9       | 1928            | Carde y Escoriaza | 1928      | 1988      | Desballestat.                 |
| 10      | 1928            | Carde y Escoriaza | 1928      | n/a       | Desballestat.                 |
| 11      | 1928            | Carde y Escoriaza | 1928      | n/a       | Desballestat.                 |
| 12      | 1928            | Lladró y Cuñat    | 1928      | 1988      | Desballestat.                 |
| 13      | 1928            | Lladró y Cuñat    | 1928      | n/a       | Desballestat.                 |
| 14      | 1930            | Devis             | 1930      | n/a       | Preservat.                    |
| 15      | 1930            | Devis             | 1930      | n/a       | En restauració.               |

## Galeria

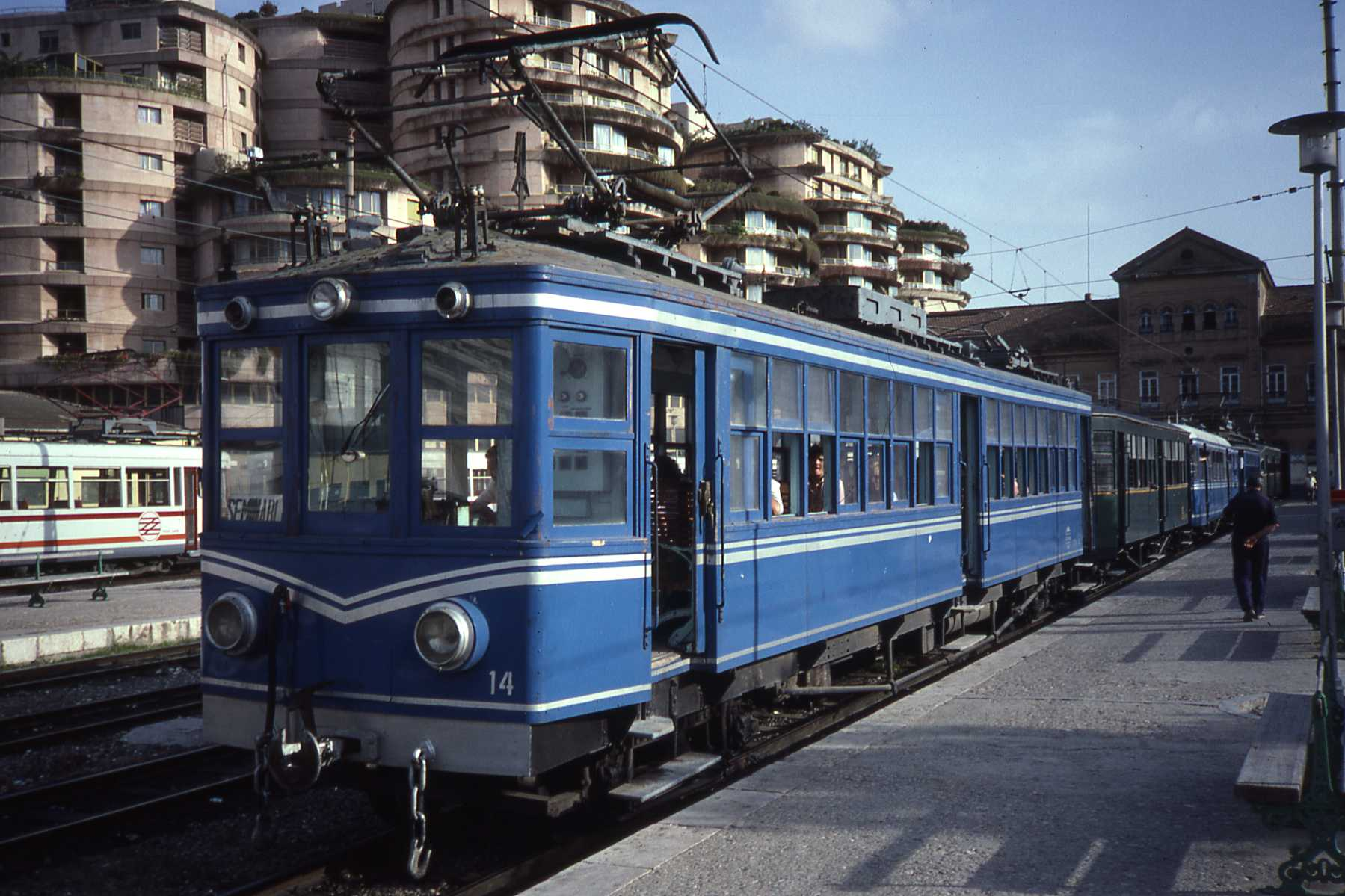
Unitat 14 a l'estació de Pont de Fusta (1987)
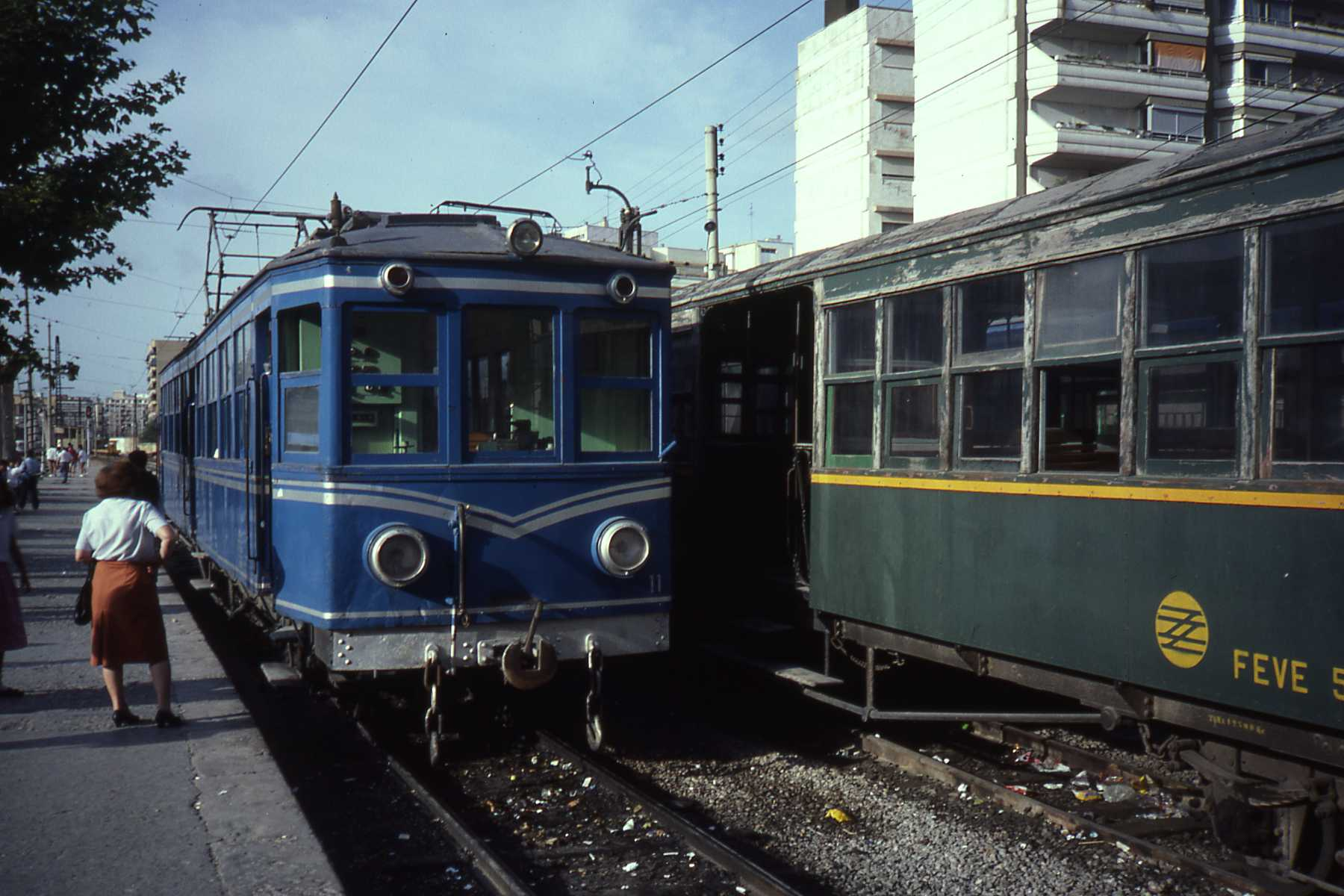
Unitat 11 al costat de la sèrie 500 (1987)
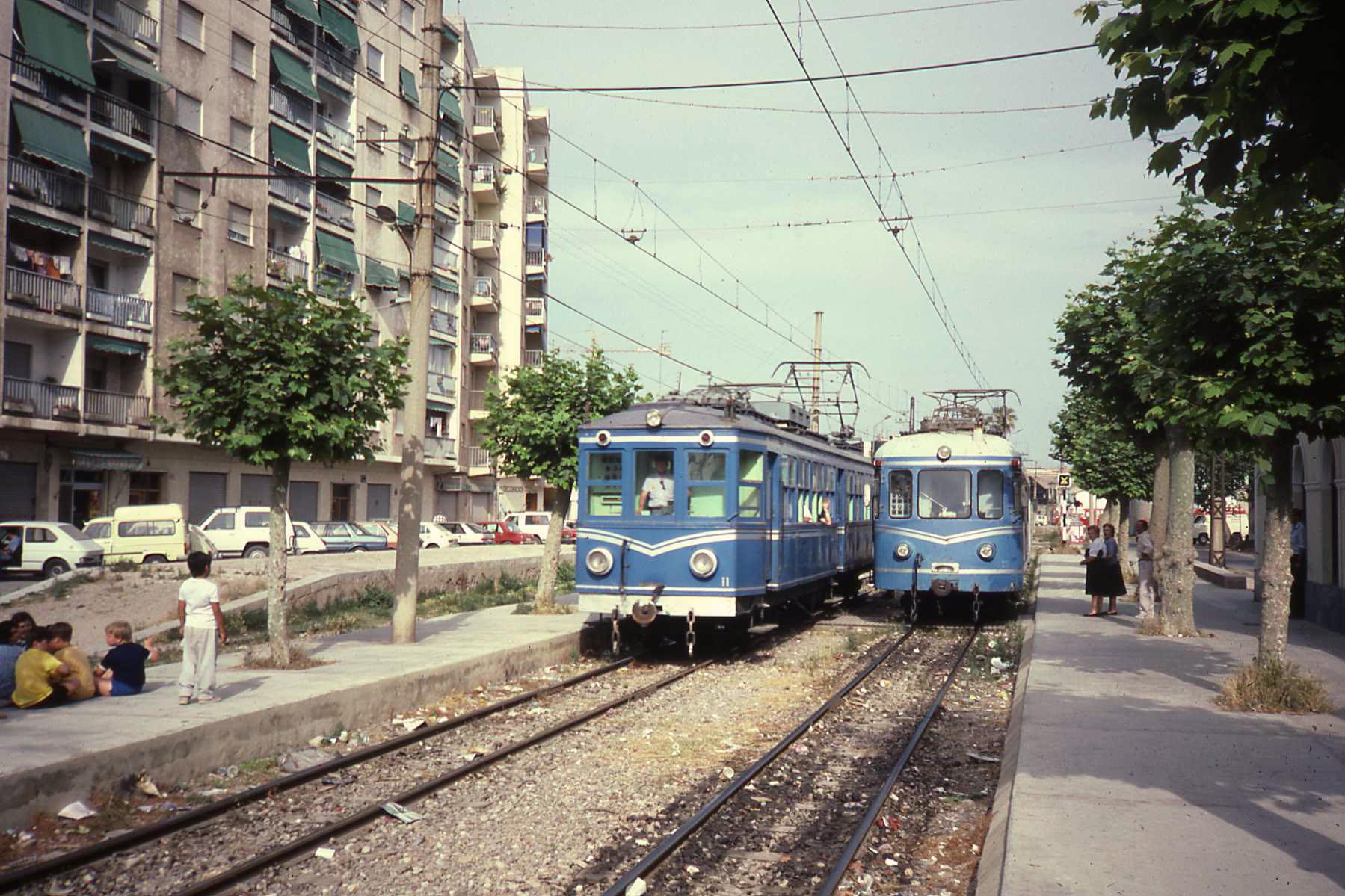
Unitat 11 a l'estació de Benimaclet (1987)